# Ally (Haute-Loire)
Ally település Franciaországban, Haute-Loire megyében. Lakosainak száma 124 fő (2022. január 1.). Ally Celoux, Chazelles, Rageade, Blassac, Mercœur, Saint-Austremoine, Saint-Cirgues és Villeneuve-d'Allier községekkel határos.

## Népesség
A település népességének változása:
| Lakosok száma | 376  | 279  | 237  | 189  | 149  | 144  | 139  | 129  | 128  | 124  |
|               | 1968 | 1982 | 1990 | 2006 | 2013 | 2015 | 2017 | 2019 | 2020 | 2022 |